# Earl Hebner
Earl William Hebner (Richmond, 17 de maio de 1949) é um árbitro de luta livre profissional que atualmente trabalha para a Total Nonstop Action Wrestling (TNA), sendo irmão gêmeo de Dave Hebner. Ele é um dos mais conhecidos árbitros da atualidade, melhor conhecido durante seu tempo como juiz sênior na World Wrestling Federation/Entertainment, principalmente no programa Raw entre 2002 e 2005. Como um árbitro sênior, Hebner arbitrou a maioria dos principais combates da companhia entre 1988 e 2005.
Ele desempenhou um papel extremamente importante no The Main Event inaugural em 1988, na qual André the Giant foi controversamente "derrotado" por Hulk Hogan pelo WWF Championship, bem como no famoso "Montreal Screwjob" durante o evento principal do Survivor Series de 1997. Ele também participou de uma história no início de 2000, onde se tornou tendencioso contra a McMahon-Helmsley Faction por constantemente e deliberadamente desafiar sua autoridade como um árbitro e atacá-lo, em última análise, culminando com sua demissão (no enredo) da WWE.
Ao ingressar na TNA em 2006, Hebner também foi elevado ao posto de árbitro sênior, tendo então atuado nas lutas mais importantes da empresa, como nos eventos principais dos eventos Slammiversary e Bound for Glory. Nove anos depois de seu ingresso na empresa, ele foi introduzido na classe de 2015 do Hall da Fama da TNA.

## Carreira
- Jim Crockett Promotions/National Wrestling Alliance[3]
- World Wrestling Federation/Entertainment: 1998–2005[3]
- Total Nonstop Action Wrestling: 2006–presente[3]

## Campeonatos e prêmios
- Total Nonstop Action Wrestling
  - TNA Hall of Fame (classe de 2015)